# Good Night (chanson)
Pour les articles homonymes, voir Good Night.
Pistes de The Beatles
Revolution 9
Good Night est une chanson des Beatles, écrite par John Lennon, et clôturant l'« Album blanc ». Elle a été écrite pour le fils de Lennon, Julian, au moment où ses parents divorçaient. En la composant, Lennon s'est rapidement rendu compte qu'elle ne collait pas à son image, et a confié à Ringo Starr le soin de la chanter de sa voix plus grave.
Prévue à l'origine pour être accompagnée du chœur des autres membres du groupe et d'une partie de guitare acoustique, elle est retravaillée par le producteur George Martin qui fait finalement appel à un orchestre et des choristes pour accompagner le batteur. Good Night a fait l'objet d'une douzaine d'adaptations.

## Genèse

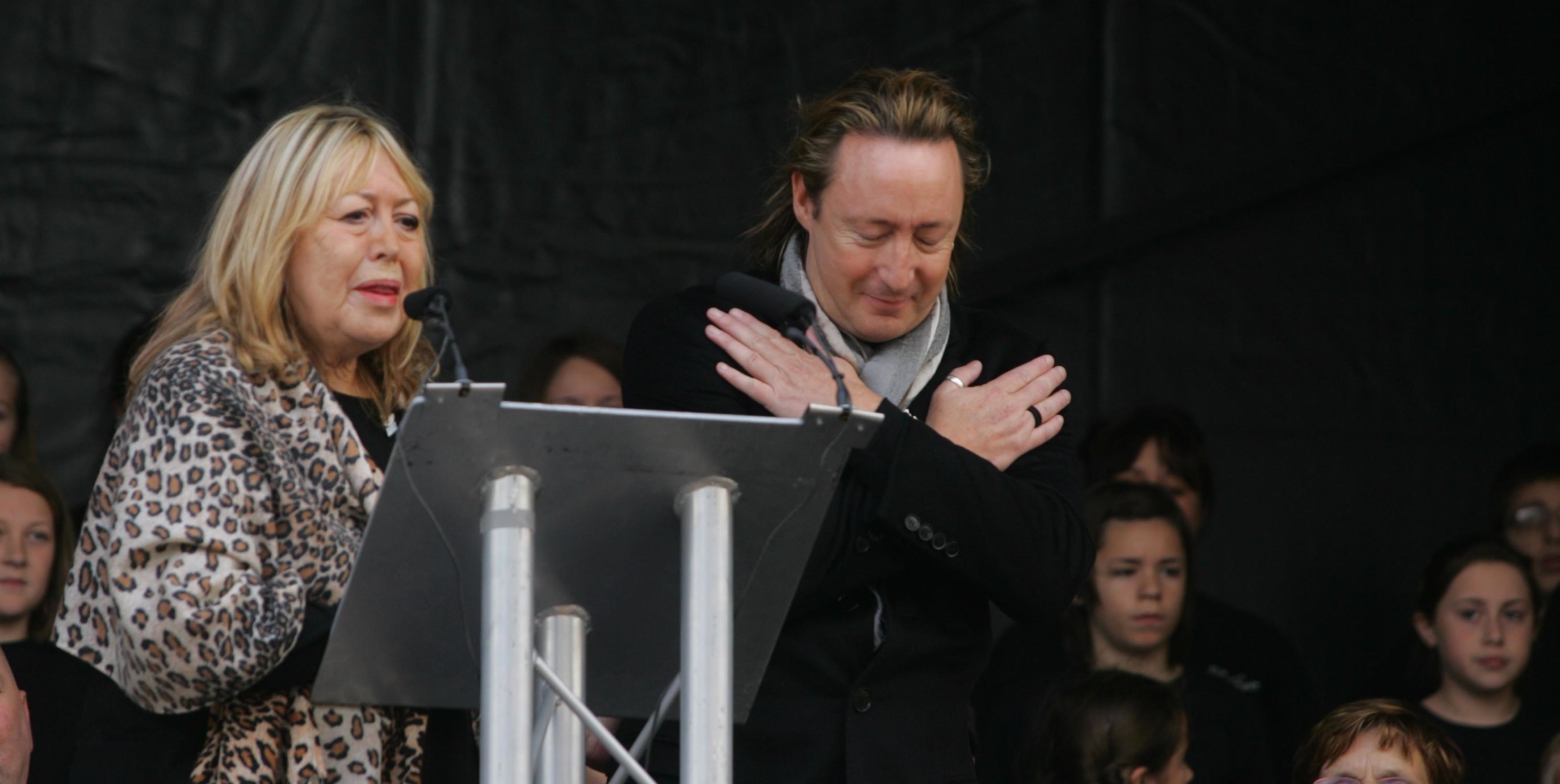
Good Night est une berceuse composée pour Julian Lennon (à droite).

Composée par John Lennon, Good Night tranche avec l'image de rocker brutal qui lui était donnée jusqu'alors, image qui l'opposait au « tendre » Paul McCartney. Tandis que celui-ci montre sur l'« Album blanc » qu'il peut se montrer plus brutal avec Helter Skelter, Lennon montre sa facette la plus sentimentale. Ringo Starr a d'ailleurs fait une remarque sur cette opposition voulue par les médias qui a souvent entraîné des erreurs d'attribution : « Tout le monde pense que Paul a écrit Good Night pour que je la chante, mais c'est John qui me l'a écrite. Il est très sensible, John. »
Lennon a composé cette chanson en 1968 pour son fils Julian. Celui-ci n'a cependant pas su sur le moment que la berceuse lui était destinée, le divorce de ses parents (qui a inspiré à Paul McCartney Hey Jude) l'ayant occultée. Good Night fait écho à une autre composition de Lennon qui clôt le disque 1 de l'« Album blanc », Julia, dédiée quant à elle à sa mère.

## Enregistrement

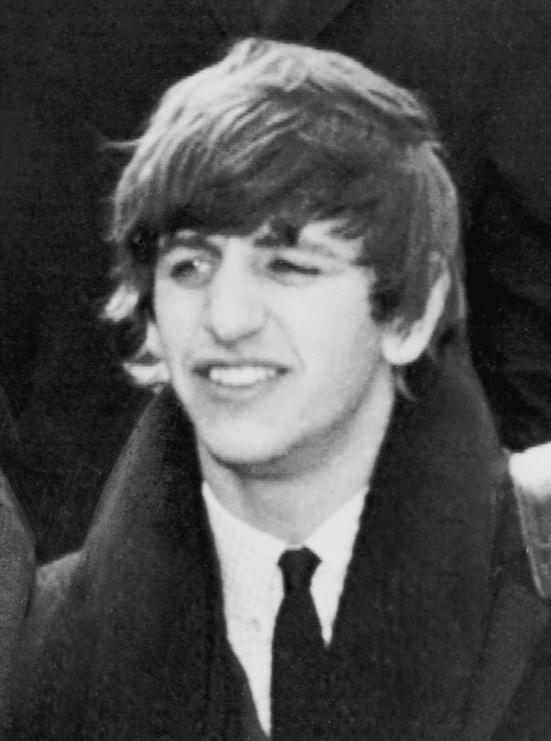
Bien qu'il s'agisse d'une chanson très personnelle de John Lennon, Good Night est interprétée par Ringo Starr.

Un premier essai en studio pour l'enregistrement de Good Night a lieu le 28 juin 1968. Très vite, Lennon se rend compte que sa chanson, bien que très personnelle, est plus adaptée à la voix plus grave de Ringo Starr. Dans une interview de 1994, Paul McCartney explique : « Je pense que John a senti que ce ne serait pas bon pour son image de chanter ça, mais c'était formidable de l'entendre le faire, il la chantait vraiment bien. On l'a entendu la chanter quand il l'apprenait à Ringo et il la chantait très tendrement ». Cinq prises sont réalisées ce jour-là, avec Ringo Starr au chant et Lennon à la guitare acoustique. Le chanteur commence en glissant des mots affectueux à l'enfant supposé écouter la berceuse : « Allez les enfants ! Il est temps de partir au lit. On a passé une belle journée au parc, et il est maintenant temps de dormir » ou encore « Laisse ces jouets. Oui, Papa va chanter une chanson pour toi ! » Ni ces phrases ni la guitare de Lennon ne seront conservées dans la version finale.
Le 2 juillet, de nouvelles pistes vocales de Ringo et des chœurs des autres Beatles, non conservés finalement, sont enregistrées. George Martin conserve finalement la quinzième prise. Le 22, tout le monde déménage dans le studio 1 des studios EMI, plus vaste que le 2 habituellement utilisé, afin d'avoir assez de place pour tous les musiciens recrutés : 12 violons, 3 altos, 3 violoncelles, 3 flûtes, une clarinette, un cor, une contrebasse et une harpe. George Martin joue pour sa part du célesta, tandis que Ringo Starr ré-enregistre ses pistes de chant en compagnie des choristes de Mike Sammes, le tout dans une ambiance bon enfant.
Les mixages mono sont réalisés le lendemain, puis à nouveau le 11 octobre en présence de Ringo Starr. Ce même jour sont également réalisés les remixes stéréo.

## Fiche technique

### Interprètes
- Ringo Starr : chant
- George Martin : célesta
- The Mike Sammes Singers : chœurs
- Non crédités : 12 violons, 3 altos, 3 violoncelles, 3 flûtes, clarinette, cor, contrebasse, harpe

## Publication
Good Night clôt le deuxième disque du double album The Beatles (aussi appelé « Album blanc »), qui sort le 22 novembre au Royaume-Uni et le 25 aux États-Unis. Elle se place après le collage sonore expérimental Revolution 9, morceau long de plus de 8 minutes. Le musicologue Allan W. Pollack trouve que c'est la place parfaite car elle permet un retour à de la musique plus classique, et indique clairement que le disque est fini. Des extraits de la chanson ont également été remixés pour les besoins de la bande originale du spectacle Love, en 2006. 
Une douzaine de reprises ont été enregistrées, notamment par Barbra Streisand, Linda Ronstadt et Teri Hatcher.